# Sergio Meris
Sergio Meris (Bergamo, 10 maart 2001) is een Italiaans wielrenner.

## Carrière
Als tweedejaars junior won Meris de Trofeo Emilio Paganessi.
In 2023 won Meris, namens Team Colpack Ballan CSB, een etappe in de Ronde van de Aostavallei. Later dat jaar werd hij elfde in Parijs-Tours voor beloften. In juli 2024 was hij de beste in de Giro del Medio Brenta.
In 2025 werd Meris prof bij Unibet Tietema Rockets. Zijn debuut voor de ploeg maakte hij in de Classic Var.

## Overwinningen
2019
Trofeo Emilio Paganessi
2023
4e etappe Ronde van de Aostavallei
2024
Giro del Medio Brenta

### Resultaten in voornaamste wedstrijden
|      | \| Jaar \| Amstel Gold Race \| \| ---- \| ---------------- \| \| 2025 \| opgave \| |
| Jaar | Amstel Gold Race                                                                   |
| 2025 | opgave                                                                             |

## Ploegen
- 2021 –  Team Colpack Ballan
- 2022 –  Team Colpack Ballan
- 2023 –  Team Colpack Ballan CSB
- 2024 –  Team MBH Bank Colpack Ballan
- 2025 –  Unibet Tietema Rockets

Bloem · Bomboi · Budding · Carboni · Christophersen · de Vries · Eiking · Geleijn · Huens · Huyet · Inkelaar · Johannink · Kopecký · Kubiš · Kyffin · Loockx · Maire · Meris · Mouris · Nielsen · Paige · Stockman · Stokbro · Ťoupalík · Verschuren